# Labanoro giria
Labanoro giria este o arie protejată (arie de protecție specială avifaunistică — SPA) din Lituania întinsă pe o suprafață de 53.064,74 ha, integral pe uscat.

## Localizare
Centrul sitului Labanoro giria este situat la coordonatele 55°13′20″N 25°44′40″E / 55.2222°N 25.7444°E.

## Înființare
Situl Labanoro giria a fost declarat arie de protecție specială avifaunistică în aprilie 2004 pentru a proteja 18 specii de animale.

## Biodiversitate
Situată în ecoregiunea boreală, aria protejată nu include niciun habitat protejat.
La baza desemnării sitului se află mai multe specii protejate de  păsări (18): minunița (Aegolius funereus), acvilă țipătoare mică (Aquila pomarina), cocoșul de mesteacăn (Bonasa bonasia), buhai de baltă (Botaurus stellaris), caprimulg (Caprimulgus europaeus), barză neagră (Ciconia nigra), dumbrăveancă (Coracias garrulus), ciocănitoare neagră (Dryocopus martius), cufundar polar (Gavia arctica), ciuvică (Glaucidium passerinum), cocor (Grus grus), ciocârlie de pădure (Lullula arborea), gaia neagră (Milvus migrans), vultur pescar (Pandion haliaetus), viespar (Pernis apivorus), ciocănitoare de munte (Picoides tridactylus),  cocoș de munte (Tetrao urogallus), fluierar de mlaștină (Tringa glareola).